# Squire Petrick's Lady
Squire Petrick's Lady is een kort verhaal van de Engelse schrijver Thomas Hardy. Het werd voor het eerst gepubliceerd in het kerstnummer van het Britse geïllustreerde weekblad The Graphic, dat uitkwam op 1 december 1890. Het was het vijfde verhaal uit een serie van zes onder de gezamenlijke noemer 'A Group of Noble Dames'. Deze werden alle in dit nummer opgenomen.
In de Verenigde Staten werden deze verhalen op dezelfde manier gepubliceerd in het weekblad Harper's Weekly, zij het dat de serie in dat blad werd verdeeld over vier opeenvolgende afleveringen in november en december 1890. Dit verhaal werd afgedrukt in de derde van deze vier edities, samen met het voorafgaande The Lady Icenway.
In 1891 verscheen de verhalenbundel A Group of Noble Dames in Groot-Brittannië en de Verenigde Staten. De eerdere zes verhalen werden er in deze uitgave tien, gepresenteerd als raamvertelling. Het onderhavige verhaal is in deze opzet het zesde in de serie. De vertelling wordt in de mond gelegd van de persoon die wordt aangeduid als de  'crimson maltster', waarbij 'crimson' verwijst naar 's mans rode gelaatskleur en 'maltster' naar zijn voormalige beroep van mouter.
Het verhaal wordt geplaatst halverwege de 18e eeuw en speelt zich zoals gewoonlijk af in Hardy's fictieve graafschap Wessex, in dit geval in de omgeving van Stapleford, wat staat voor het in Dorset gelegen dorp Stalbridge.

## Het verhaal
Timothy Petrick was een gewiekst handelaar in onroerend goed die in de loop van zijn carrière vele landerijen en huizen had verhandeld en verworven, waarna hij ging wonen op Stapleford Park. Als hij al over de 80 is maakt hij een testament op ten behoeve van zijn twee kleinzoons, waarbij de oudste, zijn naamgenoot Timothy en diens mannelijke nakomelingen de eerste erfgenamen zijn, gevolgd door die van zijn jongere kleinzoon Edward. Timothy's vrouw Annetta bevalt van een zoon, die zij Rupert genoemd wil hebben, maar de kraamvrouw is er slecht aan toe en doet op haar sterfbed de bekentenis dat het kind niet van Timothy is. Hij belooft het kind niettemin zorgzaam op te voeden, maar zorgt er wel voor dat zijn grootvader het testament zodanig aanpast dat Rupert er als bastaard niet van zal profiteren. Zijn houding ten opzichte van het kind is aanvankelijk vrij onverschillig. Op zeker moment komt hij tot de ontdekking dat de markies van Christminster (Oxford) ook Rupert heet en hij herinnert zich dat de mooie Annetta daar vroeger tedere gevoelens voor heeft gekoesterd. De laatste woorden van zijn overleden vrouw worden hem nu ook duidelijk. Ondanks zijn verontwaardiging raakt hij toch gehecht aan het kind en op merkwaardige wijze ontleent hij zelfs wat trots aan het feit dat hij nu in zijn familie een telg heeft van een oud en aanzienlijk geslacht, die daar waarschijnlijk de trekken en eigenschappen van zal hebben geërfd. Hij voelt enige jaloezie als zijn broer trouwt met de dochter van een burggraaf, maar dit wordt verzacht door het feit dat de kleine Rupert uit een nog nobeler geslacht stamt. Zijn overwegingen leiden er ten slotte toe dat hij de datum van het eerste testament vervalst, zodat het het laatste document lijkt, waardoor Rupert wel aanspraak kan maken op de erfenis.
Jaren later maakt Timothy kennis met een arts die ooit de huisarts was van Annetta's familie. Deze vertelt hem over een vreemde trek in de vrouwelijke leden van die familie die de vorm aannam van hallucinaties, waarbij zij soms geen onderscheid konden maken tussen droom en werkelijkheid. Ook Annetta had daar tekenen van vertoond. Timothy gaat op onderzoek uit en daaruit blijkt dat de markies al ruim een jaar voor Timothy's huwelijk naar het buitenland was vertrokken en pas was teruggekeerd na haar dood. Rupert is dus wel degelijk Timothy's eigen zoon. Vreemd genoeg leidt dit tot teleurstelling in Timothy, die de hooggespannen verwachtingen over de ontwikkeling van zijn nobele zoon ziet verzanden, terwijl de opgroeiende jongen steeds meer Timothy's eigen familietrekken begint te vertonen. 